# 譚文豪
譚 文豪（タン・ウェンハオ、拼音: Tam Man-ho、英語名：Jeremy Tam、混合名：Jeremy Tam Man-ho、英語名のカタカナ表記による日本語名：ジェレミー・タム、1975年6月13日 - ）は、香港の政治家。公民党に所属している、2016年香港立法会選挙で議員に選出されたが。